# Williams FW06
O FW06 é o modelo da Williams das temporadas de 1978 e 1979 da F1. Foi guiado por Alan Jones e Clay Regazzoni.
Williams